# Сонячна обсерваторія Мауна-Лоа
Сонячна обсерваторія Мауна-Лоа (англ. Mauna Loa Solar Observatory, MLSO) — сонячна обсерваторія, розташована на схилах вулкана Мауна-Лоа на острові Гаваї в американському штаті Гаваї. Нею керує Висотна обсерваторія, лабораторія Національного центру атмосферних досліджень (NCAR). Сонячна обсерваторія Мауна-Лоа знаходиться на території, якою керує Обсерваторія Мауна-Лоа, яка є частиною Національного управління океанічних і атмосферних досліджень Міністерства торгівлі США. Обсерваторія була побудована в 1965 році.
Завдання Сонячної обсерваторії Мауна-Лоа — моніторинг сонячної атмосфери та запис даних про випромінювання сонячної хромосфери та корони. Обсерваторія також проводить дослідження корональних викидів маси. На території обсерваторії також розташовано ряд несонячних астрономічних обсерваторій. Прилади Сонячної обсерваторії Мауна-Лоа за умов хорошої погоди реєструють зображення сонячного диска та лімба кожні 3 хвилини протягом 3–10 годин щодня, починаючи з 17:00 UT.

## Інструменти

### Поточні інструменти
- Корональний багатоканальний поляриметр (англ. Coronal Multi-channel Polarimeter, CoMP) вимірює та поляризацію світла в короні, що допомагає визначати магнітне поле[2].
- K-cor - коронограф для створення поляризаційних карт сонячної корони в білому світлі[3].

### Колишні інструменти
- Прецизійний сонячний фотометричний телескоп (Precision Solar Photometric Telescope, PSPT) отримував високоточні зображення фотосфери на п'яти різних довжинах хвиль[3].
- K-Coronameter Mark-IV (Mk4) створює поляризаційні карти корони в білому світлі[3].
- Удосконалена корональна спостережна система (Advanced Coronal Observing System, ACOS) — це набір інструментів для моніторингу хромосфери на спільному монтуванні[3].
- Coronado Solarmax 60 (CS60) — невеликий рефрактор, виготовлений компанією Meade Instruments, який отримує зображення сонячного диска в лінії H-альфа[3].
- Хромосферний гелій-I візуалізуючий фотометр (Chromospheric Helium-I Imaging Photometer, CHIP) спостерігав на лінії випромінювання нейтрального гелію (He I) для дослідження хромосфери[3].
- Поляриметр для досліджень внутрішньої корони (Polarimeter for Inner Coronal Studies, PICS) з 1994 по 1997 рік створював цифрові зображення диска Сонця в лінії H-альфа. Його замінив CS60[3].
- Цифровий монітор протуберанців (Digital Prominence Monitor, DPM) з 1994 по 1997 рік отримував цифрові зображення диска й лімба Сонця в лінії H-альфа. Його замінив PICS[3].
- Монітор протуберанців (Prominence Monitor, PMON) з 1980 по 1994 рік створював зображення диска й лімба на фотоплівці в лінії H-альфа. Його замінив DPM[3].
- Mark-III K-Coronameter (Mk3) працював з 1980 по 1998 рік і був замінений на MK4[3].
- Mark-II K-Coronameter (MK2), званий Монітором корональної активності (Coronal Activity Monitor), працював з 1968 по 1980 рік. Він був розроблений спеціально для вивчення короткочасних корональних явищ на часових масштабах порядку хвилини.
- Mark-I K-Coronameter (MK1) був привезений з Галеакали в 1965 році (де програма спостережень виконувалася у співпраці з Гавайським університетом) і працював на Мауна-Лоа до 1968 року.